# Кинте, Масане
Масане Нюку Кинте (англ. Masaneh Nyuku Kinteh; род. 13 августа 1968, Sankwia, Нижняя Река) — офицер гамбийской армии в отставке, который занимал должность начальника штаба обороны до своего смещения президентом Адамой Барроу 5 марта 2020 года. Он был главой миссии Гамбии в Гаване, Куба, с 2012 по 2017 год, а ранее был начальником штаба обороны с 2009 по 2012 год. Он вышел в отставку в звании генерала-лейтенанта в 2012 году, ранее также занимал должность заместителя начальника штаба обороны в 2009 году и перешёл на дипломатическую службу. Он был восстановлен в должности начальника штаба обороны в 2017 году, но в 2020 году перевёл его на дипломатическую службу, став послом в Китае.

## Ранняя жизнь
Кинте родился в деревне Санквия, Джарра-Уэст, Гамбия. Он учился в Великобритании и работал школьным учителем с 1988 по 1990 год.

## Карьера
Военная карьера Кинтеха началась в ноябре 1990 года, когда он прошёл Комиссию по отбору, организованную Учебной группой Британской армии для отбора потенциальных кадетов-офицеров. Он официально вступил в вооружённые силы Гамбии 15 марта 1991 года и постепенно поднимался по карьерной лестнице. В декабре 2004 года он стал исполняющим обязанности начальника штаба армии Гамбии после того, как предыдущий занимавший эту должность Ассан Сарр был повышен до должности начальника штаба обороны. Масане был назначен заместителем начальника штаба обороны в 2009 году президентом Яйя Джамме.
9 октября 2009 года, после увольнения Ланга Томбонга Тамбы (позже он предстал перед судом и был приговорен к смертной казни по обвинению в государственной измене), Джамме назначил Кинтеха начальником штаба обороны. В то же время Янкуба Драмме был повышен до заместителя начальника штаба обороны, но вскоре после этого был отстранён от должности. Кинтех был смещён Джамме с поста начальника штаба обороны 6 июля 2012 года. За неделю до его смещения его допрашивали сотрудники разведки, но из их допроса ничего не вышло. Официальной причины его удвольнения указано не было, но было сказано, что он получит должность на дипломатической службе. Усман Баджи был выбран в качестве замены Кинтеха.
После его назначения на дипломатическую службу возникла некоторая путаница по поводу того, был ли он назначен послом Гамбии в Тунисе или главой дипломатической миссии Гамбии на Кубе. Проправительственная Daily Observer объявила 2 августа 2012 года, что он назначен заместителем главы миссии на Кубе. В декабре 2016 года, во время конституционного кризиса, Кинтех был одним из 11 послов Гамбии, призвавших Джамме уйти с поста президента и признать Адама Бэрроу своим преемником. Джамме отстранил Кинтеха от должности на Кубе 10 января 2017 года.
25 января было объявлено, что Кинтех будет военным помощником президента Барроу. 27 февраля 2017 года Барроу назначил Кинтех вместо Баджи начальником штаба обороны. Он сказал, что у Бэрроу есть планы по реформированию и реструктуризации вооруженных сил, но его ближайшим приоритетом было восстановление боевого духа войск. Он сказал: «Я хочу убедиться, что мы преодолеем это препятствие и убедимся, что солдаты проявят себя и увидят себя гражданами этой страны, которых следует уважать, которыми восхищаются и которые являются образцами для подражания».
В марте 2020 года Кинтех был заменён Драммехом и переведён на дипломатическую службу. Он вступил в должность посла Гамбии в Китае в сентябре 2020 года.